# بئیلیو
بئیلیو (به لاتین: Beiliu) یک county-level city در جمهوری خلق چین است که در یولین واقع شده‌است.